# Ons-en-Bray
Ons-en-Bray est une commune française située dans le département de l'Oise, en région Hauts-de-France.
Sa devise est : « Un village riche en son passé, vivant avec son temps ».

## Géographie
Ons-en-Bray est située dans la partie ouest du département, dans le pays de Bray, à 17 kilomètres à l'ouest de Beauvais, à 21 kilomètres de Gournay-en-Bray (Seine-Maritime). La commune est traversée par la Route nationale 31.
Le Vivier-Danger et le Pont-qui-Penche sont deux hameaux d'Ons-en-Bray.
|                     | Lachapelle-aux-Pots | Saint-Paul               |
| Saint-Aubin-en-Bray | Ons-en-Bay          |                          |
| Lalandelle          | Le Vauroux          | Villers-Saint-Barthélemy |

### Hydrographie

#### Réseau hydrographique
La commune est située dans le bassin Seine-Normandie. Elle est drainée par l'Avelon, le fossé 02 de la commune de Ons-en-Bray, le fossé 04 de la commune de Ons-en-Bray, le fossé 05 de la commune de Ons-en-Bray, le ru des Martaudes, le ruisseau des Galopins et le ruisseau Morue,,.
L'Avelon, d'une longueur de 23 km, prend sa source dans la commune de Senantes et se jette  dans Rivière de Saint-Just à Beauvais, après avoir traversé onze communes. 

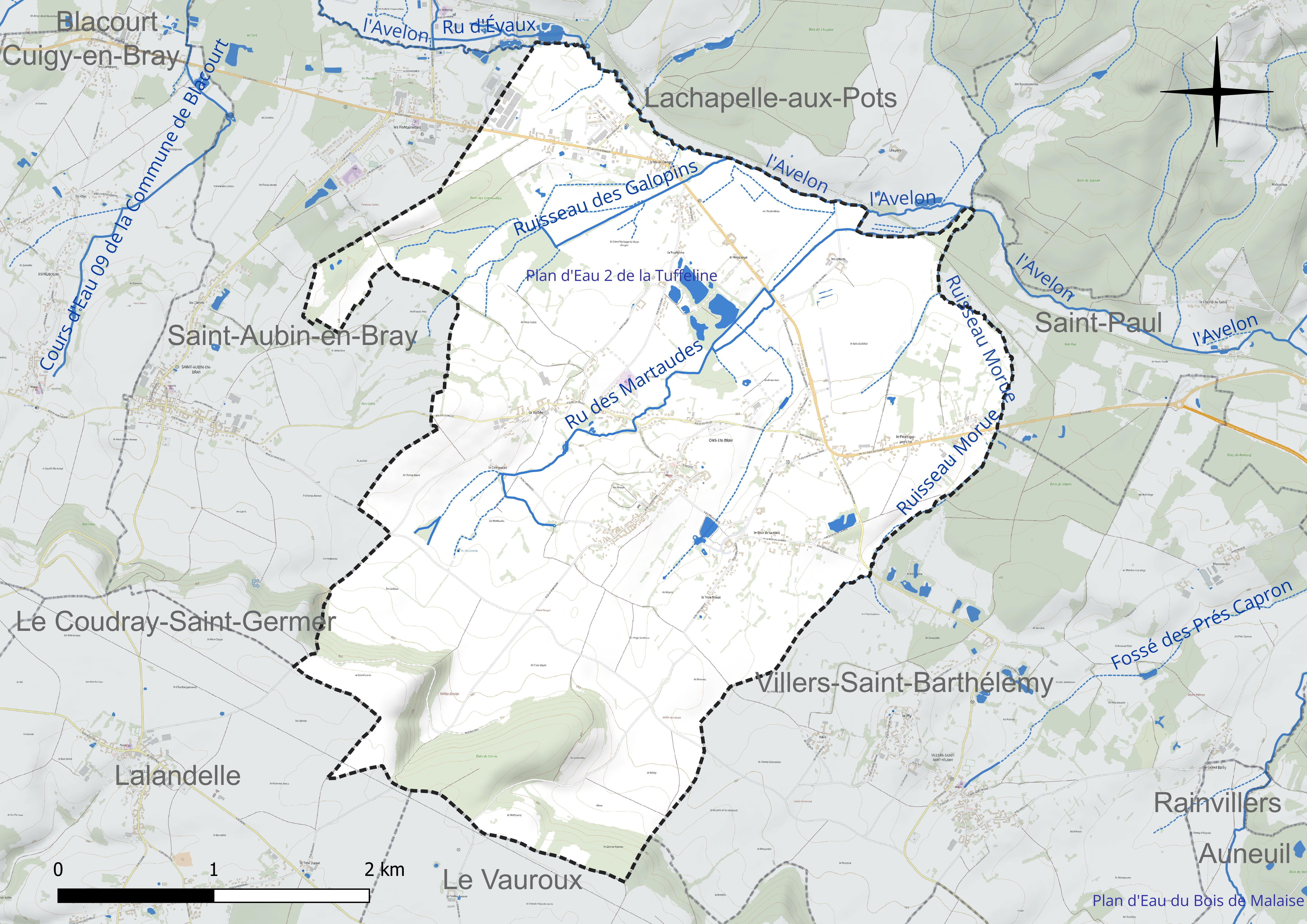
Réseau hydrographique d'Ons-en-Bray.

Deux plans d'eau complètent le réseau hydrographique : le plan d'eau 1 de la Tuffeline (2,5 ha) et le plan d'eau 2 de la Tuffeline (2,2 ha),.

#### Gestion et qualité des eaux
Le territoire communal est couvert par le schéma d'aménagement et de gestion des eaux (SAGE) « Sensée ». Ce document de planification concerne un territoire de 1 219 km2 de superficie, délimité par le bassin versant du Thérain. Le périmètre a été arrêté le 27 janvier 2023 et le SAGE proprement dit est, en 2024, en cours d'élaboration. La structure porteuse de l'élaboration et de la mise en œuvre est le syndicat intercommunal de la Vallée du Thérain (SIVT). 
La qualité des cours d'eau peut être consultée sur un site dédié géré par les agences de l'eau et l'Agence française pour la biodiversité. 

### Climat
Pour des articles plus généraux, voir Climat des Hauts-de-France et Climat de l'Oise.
En 2010, le climat de la commune est de type climat océanique dégradé des plaines du Centre et du Nord, selon une étude du CNRS s'appuyant sur une série de données couvrant la période 1971-2000. En 2020, Météo-France publie une typologie des climats de la France métropolitaine dans laquelle la commune est exposée à un climat océanique et est dans la région climatique  Sud-ouest du bassin Parisien, caractérisée par une faible pluviométrie, notamment au printemps (120 à 150 mm) et un hiver froid (3,5 °C). 
Pour la période 1971-2000, la température annuelle moyenne est de 10,4 °C, avec une amplitude thermique annuelle de 14,1 °C. Le cumul annuel moyen de précipitations est de 763 mm, avec 11,9 jours de précipitations en janvier et 8,3 jours en juillet. Pour la période 1991-2020, la température moyenne annuelle observée sur la station météorologique la plus proche, située sur la commune de Jaméricourt à 13 km à vol d'oiseau, est de 11,0 °C et le cumul annuel moyen de précipitations est de 695,7 mm,. Pour l'avenir, les paramètres climatiques de la commune estimés pour 2050 selon différents scénarios d'émission de gaz à effet de serre sont consultables sur un site dédié publié par Météo-France en novembre 2022.

## Urbanisme

### Typologie
Au 1er janvier 2024, Ons-en-Bray est catégorisée commune rurale à habitat dispersé, selon la nouvelle grille communale de densité à sept niveaux définie par l'Insee en 2022.
Elle appartient à l'unité urbaine de Lachapelle-aux-Pots, une agglomération intra-départementale regroupant trois  communes, dont elle est ville-centre,,. Par ailleurs la commune fait partie de l'aire d'attraction de Beauvais, dont elle est une commune de la couronne,. Cette aire, qui regroupe 162 communes, est catégorisée dans les aires de 50 000 à moins de 200 000 habitants,.

### Occupation des sols
L'occupation des sols de la commune, telle qu'elle ressort de la base de données européenne d'occupation biophysique des sols Corine Land Cover (CLC), est marquée par l'importance des territoires agricoles (75,6 % en 2018), en diminution par rapport à 1990 (77,8 %). La répartition détaillée en 2018 est la suivante : 
prairies (40,6 %), terres arables (32,9 %), forêts (11,9 %), zones urbanisées (10,7 %), zones agricoles hétérogènes (2,1 %), eaux continentales (1,8 %). L'évolution de l'occupation des sols de la commune et de ses infrastructures peut être observée sur les différentes représentations cartographiques du territoire : la carte de Cassini (XVIIIe siècle), la carte d'état-major (1820-1866) et les cartes ou photos aériennes de l'IGN pour la période actuelle (1950 à aujourd'hui).

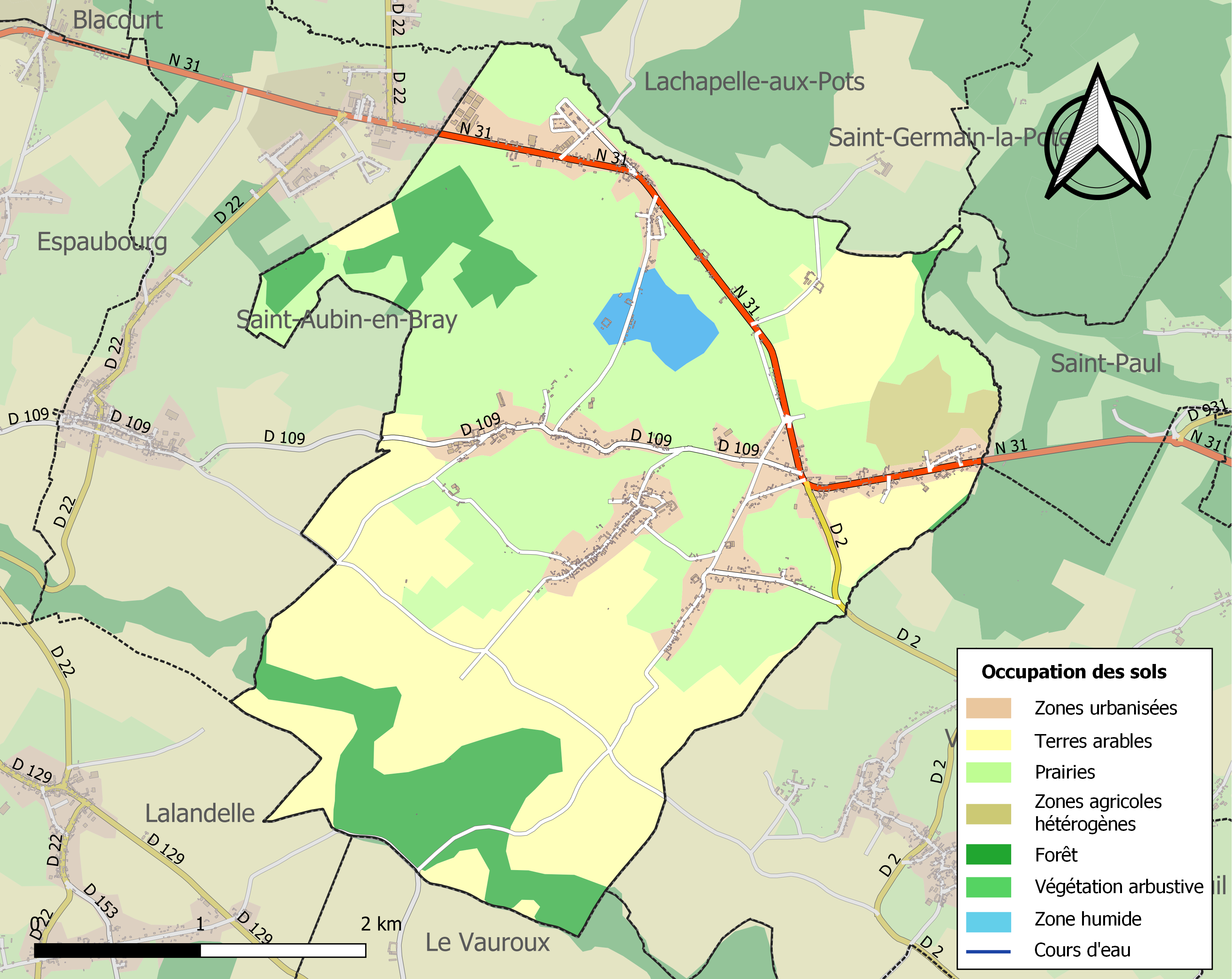
Carte des infrastructures et de l'occupation des sols de la commune en 2018 (CLC).

### Voies de communication et transports
La commune est desservie, en 2023, par les lignes 610, 611, 618, 6102, 6107, 6138 et 6149 du réseau interurbain de l'Oise.

## Toponymie
Le nom de la localité est attesté sous les formes apud Ons in brayo (1123) ; in villa que dicitur Uns (1123) ; in villa que dicitur Ons (1147) ; Huns (1150) ; Uns (1152) ; Untium (1152) ; in molendino de Huns (1162) ; apud villam quoe dicitur Uns (1163) ; in foresta de Uns (1172) ; in campartio meo de Hons (1178) ; Ons (1179) ; de Hons (1193) ; Uns in braio (vers 1200) ; Ouns (1207) ; in villa mea de Uns (1211) ; in territorio de Oms (1220) ; terre de Ons (1229) ; Guillelmus de Uns (vers 1223) ; Hunnorum villaris (vers 1240) ; Hus en bray (1260) ; apud Ons in Belvacine (1289) ; apud Onz in Belvacesino (1293) ; Ons in belvacensi pago (1300) ; Onz (1300) ; Ons in brayo (1329) ; onz en bray (1373) ; Hons (1373) ; Ons en brai (1376) ; Ons en bray en Beauvoisis (1383) ; Ons en Bray (1433) ; Onz en Bray (1450) ; Ons en Beauvoisis (1575) ; Onsembray (1803)
.

Il existe plusieurs hameaux : Le Pont-qui-Penche, la Vallée, le Trou Marot, le Bois de la Mare, le Compostel, La Rue de la Montagne, le Vivier-Danger, les Solons…
Le pays de Bray, une région naturelle partagée entre la Normandie et la Picardie.

## Histoire
Un tombeau de l'âge préhistorique (et non pas mérovingien, comme il se dit sur place), formé de pierres de grandes dimensions, est trouvé au Trou Marot, au XIXe siècle. Il contenait des ossements humains, des ustensiles en ivoire travaillé et des haches en silex. Cette découverte est actuellement visible au Musée départemental de Beauvais.
Aux XVIe et XVIIe siècles, Ons-en-Bray est fief de la famille des Hacqueville.
En septembre 1914, un commando allemand chargé de faire sauter le pont d'Oissel, traversa le village, à bord de véhicules à moteur.

## Politique et administration
| Période                                  | Période                   | Identité            | Étiquette | Qualité                                       |
| ---------------------------------------- | ------------------------- | ------------------- | --------- | --------------------------------------------- |
| Les données manquantes sont à compléter. |                           |                     |           |                                               |
| 1989                                     | 1995                      | Bernard Le Calvez   |           |                                               |
| juin 1995                                | mars 2008                 | Jean Claude Boullet |           |                                               |
| mars 2008                                | 19 novembre 2008          | Dominique Magnier   |           | Retraité de l'Équipement Décédé en fonction   |
| janvier 2009                             | En cours (au 4 juin 2020) | M. France Vermeulen |           | Cadre retraité Réélu pour le mandat 2020-2026 |

## Population et société

### Démographie

#### Évolution démographique
L'évolution du nombre d'habitants est connue à travers les recensements de la population effectués dans la commune depuis 1793. Pour les communes de moins de 10 000 habitants, une enquête de recensement portant sur toute la population est réalisée tous les cinq ans, les populations de référence des années intermédiaires étant quant à elles estimées par interpolation ou extrapolation. Pour la commune, le premier recensement exhaustif entrant dans le cadre du nouveau dispositif a été réalisé en 2005.

En 2022, la commune comptait 1 375 habitants, en évolution de −2 % par rapport à 2016 (Oise : +0,87 %, France hors Mayotte : +2,11 %).
| 1793 | 1800 | 1806 | 1821 | 1831  | 1836  | 1841  | 1846  | 1851  |
| ---- | ---- | ---- | ---- | ----- | ----- | ----- | ----- | ----- |
| 804  | 882  | 890  | 938  | 1 125 | 1 114 | 1 119 | 1 088 | 1 078 |

| 1856  | 1861 | 1866 | 1872 | 1876 | 1881 | 1886 | 1891 | 1896 |
| ----- | ---- | ---- | ---- | ---- | ---- | ---- | ---- | ---- |
| 1 014 | 980  | 987  | 933  | 985  | 952  | 941  | 917  | 950  |

| 1901 | 1906 | 1911 | 1921 | 1926  | 1931  | 1936 | 1946 | 1954 |
| ---- | ---- | ---- | ---- | ----- | ----- | ---- | ---- | ---- |
| 976  | 983  | 926  | 811  | 1 065 | 1 033 | 941  | 954  | 977  |

| 1962 | 1968  | 1975  | 1982  | 1990  | 1999  | 2005  | 2006  | 2010  |
| ---- | ----- | ----- | ----- | ----- | ----- | ----- | ----- | ----- |
| 976  | 1 055 | 1 109 | 1 234 | 1 288 | 1 273 | 1 271 | 1 264 | 1 295 |

| 2015  | 2020  | 2022  | - | - | - | - | - | - |
| ----- | ----- | ----- | - | - | - | - | - | - |
| 1 405 | 1 399 | 1 375 | - | - | - | - | - | - |

#### Pyramide des âges
La population de la commune est relativement jeune.
En 2018, le taux de personnes d'un âge inférieur à 30 ans s'élève à 33,3 %, soit en dessous de la moyenne départementale (37,3 %). À l'inverse, le taux de personnes d'âge supérieur à 60 ans est de 25,9 % la même année, alors qu'il est de 22,8 % au niveau départemental.
En 2018, la commune comptait 719 hommes pour 679 femmes, soit un taux de 51,43 % d'hommes, largement supérieur au taux départemental (48,89 %).
Les pyramides des âges de la commune et du département s'établissent comme suit.
| Hommes | Classe d’âge | Femmes |
| ------ | ------------ | ------ |
| 0,1    | 90 ou +      | 0,7    |
| 3,7    | 75-89 ans    | 5,4    |
| 19,6   | 60-74 ans    | 22,2   |
| 22,5   | 45-59 ans    | 24,1   |
| 16,8   | 30-44 ans    | 18,4   |
| 20,3   | 15-29 ans    | 12,8   |
| 17,0   | 0-14 ans     | 16,3   |

| Hommes | Classe d’âge | Femmes |
| ------ | ------------ | ------ |
| 0,5    | 90 ou +      | 1,4    |
| 5,5    | 75-89 ans    | 7,6    |
| 15,6   | 60-74 ans    | 16,3   |
| 20,8   | 45-59 ans    | 20     |
| 19,4   | 30-44 ans    | 19,4   |
| 17,6   | 15-29 ans    | 16,2   |
| 20,6   | 0-14 ans     | 19,1   |

## Économie
L'Agriculture présente sur la commune est orientée vers l'élevage bovin et les céréales.
Une usine du groupe suisse Autoneum, une ancienne filiale du groupe suisse Rieter spécialisée dans la confection de pièces isolantes pour automobiles, ou encore il y a quelques années pour le TGV, est implantée sur la commune.
La zone d'activité du Vivier Danger, implantée le long de la Route nationale 31, regroupe de nombreux artisans (garagiste, carrossier, serrurerie/tuyauterie, bois de chauffage).
Construction d'un centre de tri postal[réf. nécessaire].

## Politique
Résultat du premier tour des élections présidentielle de 2007:
|             | Nombre | % Inscrits |
| ----------- | ------ | ---------- |
| Inscrits    | 1001   | 100        |
| Abstentions | 146    | 14,59      |
| Votants     | 855    | 85,41      |

|                | Nombre | % votants |
| -------------- | ------ | --------- |
| Blancs ou Nuls | 10     | 1,17      |
| Exprimés       | 845    | 98,83     |

|                      | Voix | % exprimés |
| -------------------- | ---- | ---------- |
| Olivier BESANCENOT   | 49   | 5,80       |
| Maris-George BUFFET  | 10   | 1,18       |
| Gérard SCHIVARDI     | 3    | 0,36       |
| François BAYROU      | 122  | 14,44      |
| José BOVE            | 20   | 2,37       |
| Dominique VOYNET     | 14   | 1,66       |
| Phillipe de VILLIERS | 27   | 3,20       |
| Ségolène ROYAL       | 167  | 19,76      |
| Frédéric NIHOUS      | 8    | 0,95       |
| Jean Marie LE PEN    | 147  | 17,4       |
| Arlette LAGUILLER    | 20   | 2,38       |
| Nicolas SARKOZY      | 258  | 30,53      |

## Culture locale et patrimoine

### Lieux et monuments
La commune possède une petite église consacrée en 1349, construite en brique et en pierre pour sa nef et son transept, en torchis et en pierre pour son chœur et un clocher en ardoise, qui a une certaine inclinaison par rapport à la verticale (très visible). Le saint patron de cette église est saint Denis (d'où la côte Saint-Denis à côté de l'église), celui-ci est visible à l'intérieur de cette église portant, dans sa main droite, une maquette de la première église où l'on remarque une forme en T très particulière : il n'y a pas de chœur. La nef et le transept sont les parties les plus anciennes de l'édifice. En fait, le premier clocher en pierre fut détruit (1764), et à la construction du nouveau clocher on ajouta finalement un chœur, lui rendant ainsi une silhouette plus commune.
Ce village a un monument aux morts dessiné et taillé par Greber de Beauvais, la flèche de ce monument ayant été cassée il y a une dizaine d'années par la chute d'un arbre.

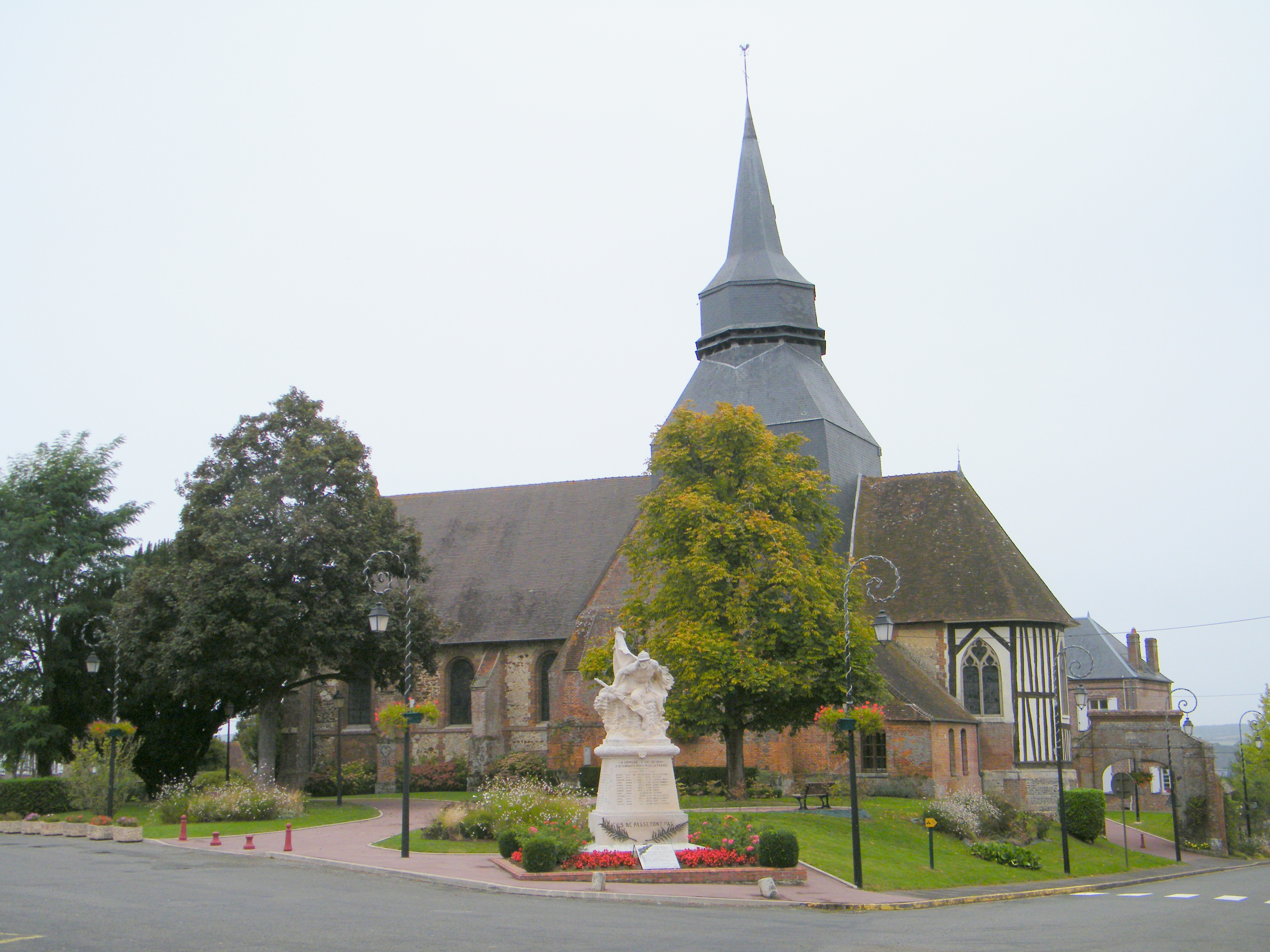
Église Saint-Denis.
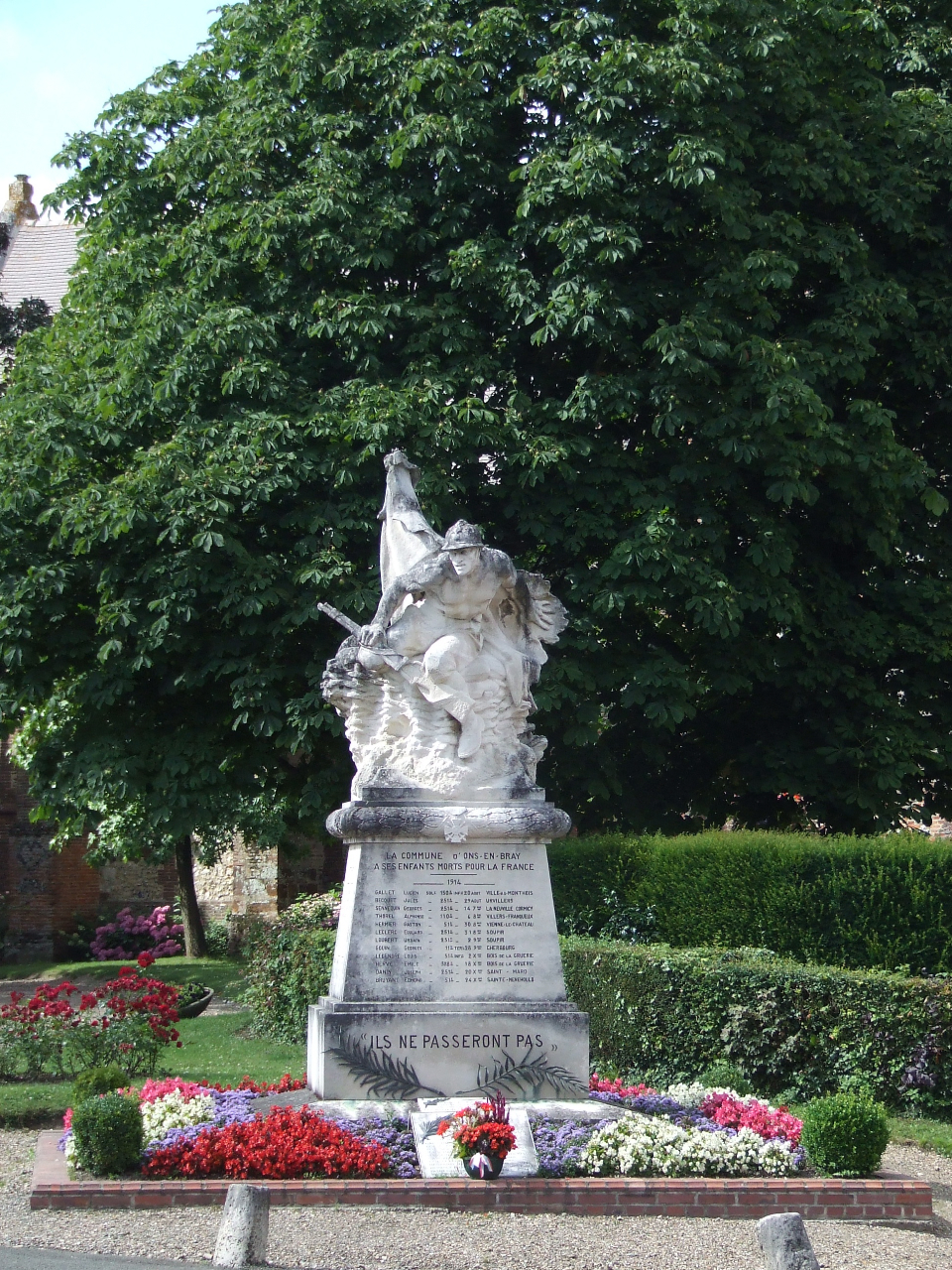
Monument aux morts.
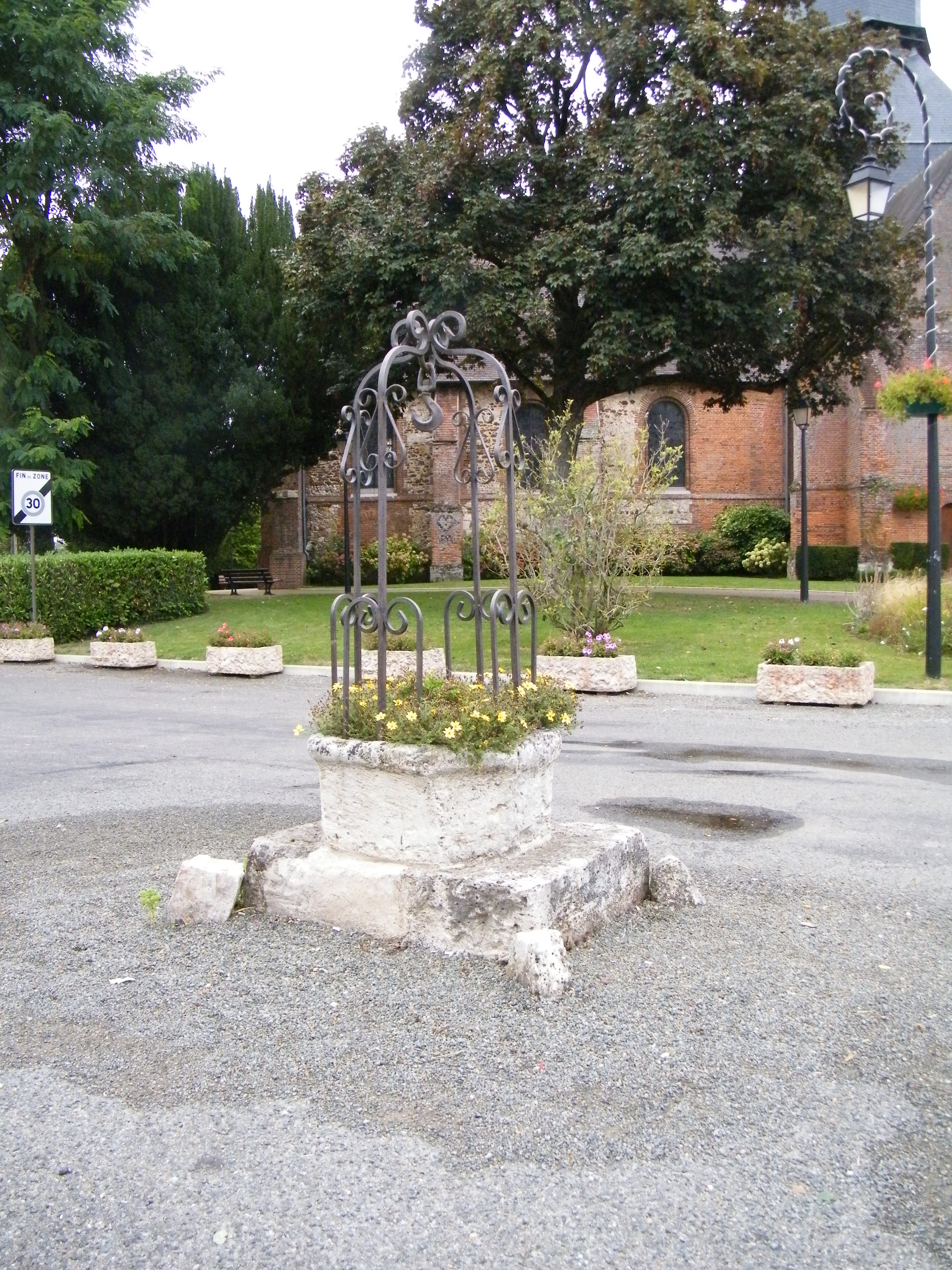
Puits patrimonial.

### Personnalités liées à la commune
- Pajeau Louis-Léon (ou Pageot) (1678 - 1754).

Il fut comte d'Ons-en-Bray à partir de 1697 et membre honoraire de l'Académie des sciences en 1716. On trouve plusieurs mémoires de lui sur la mécanique, sur une manière de mesurer les liquides, sur les anémomètres pour la  mesure du vent. Louis XIV l'avait fait appeler à son chevet pour cacheter son testament avant de l'envoyer déposer au parlement.  On lui doit une Méthode facile pour faire tels carrés magiques que l'on voudra (1750) et un Mémoire sur les moyens de remédier aux abus qui se sont glissés dans l'usage des différentes mesures (1759).
- Renault de Chartres naquit à Ons-en-Bray vers 1380.

### Héraldique
| Armes d'Ons-en-Bray | Les armes d'Ons-en-Bray se blasonnent ainsi : D'argent au chevron d'azur accompagné de trois têtes de lions de sable. |